# Абдурахманов, Осман
Осма́н Абдурахма́нов («человек-гора») (1912 или 1913, с. Кикуни, Дагестанская область, Российская империя — 29 декабря 1969, СССР) — дагестанский великан и силач, борец, артист цирка и актёр. Имел рост 207 см, вес 150 кг (по другим данным,  рост 2 м 37 см, вес 165 кг). По национальности аварец.

## Биография
Отец Османа был невысокого роста (165 см), зато мать Ашат  была необыкновенно высокой (2 м 20 см).
Осман рано стал работать и работал в селе, на каспийских рыбных промыслах, на строительстве Гергебильской ГЭС, на Гергебильском фруктово-консервном заводе. Во время работы на строительстве Гергебильской ГЭС его заметили дагестанские руководители Н. Самурский и А. Тахо-Годи.
Он был приглашён в Махачкалу на спартакиаду народов Дагестана, где завоевал ряд наград. Осман не подвел; выступая в состязаниях метателей камня и гранаты, он легко обошел всех своих соперников и при этом установил несколько рекордов республики.
Затем участвовал в Спартакиаде народов Северного Кавказа в Пятигорске, где занял первое место в метании камня. Приз (патефон с пластинками) Осману вручил Серго Орджоникидзе, который посоветовал ему перебраться в Москву. В Москве Осман работал на заводе «Серп и Молот» и тренировался под руководством А. З. Катулина. Освоил классическую борьбу, в 1936 году Осман стал чемпионом Москвы. Он также учился на курсах по подготовке инструкторов спорта при Институте физкультуры СССР.
В 1938 году Османа пригласили работать в цирке в Тбилиси. Он много ездил по стране и приобрёл известность. Провёл множество борцовых схваток, в том числе встречался с Иваном Поддубным, причём, как считается, ни разу не был побеждён. В общей сложности на 15 чемпионатах он получил грамоты за первые места. Несколько раз в цирковых представлениях сражался с дикими животными (с быками в Испании, с бизоном в Минске, с верблюдом в Душанбе).
В 1930—1940-е гг. снялся в нескольких эпизодических ролях в кино — в роли моряка-гиганта в фильме «Остров сокровищ» (1937), силача-атлета в фильме «Детство Горького» (1938), казака-великана в фильме «Богдан Хмельницкий» (1941) и др.
В годы Великой Отечественной войны был избран председателем колхоза в родном районе.
Похоронен в селе Кикуни.

## Случаи с Османом Абдурахмановым
- Газиев Р. М. Встреча с великаном из Кикуни (из книги: Укротитель «Тигров». Махачкала, 1998)

— Однажды, — начал вспоминать Абдурахман, — это было ещё до войны, послали меня сдавать абрикосы на консервный завод. На одном очень узком участке дороги навстречу едет легковая машина. Как же разминуться? Повернуть ишаков и гнать их обратно мне не хотелось. Смотрю, остановилась и машина. Её пассажиры смотрят на меня гадая, что же я предприму. Тогда крепко обнимаю одного ишака и поднимаю его на террасу, второго ишака ставлю туда же тем же манером. Пассажиры (их было двое или трое солидных мужчин) вышли из машины, поздоровались со мной, познакомились. Они оказались хакимами республиканского масштаба. Узнав, откуда я, сообщили, что в ближайшее время в Махачкале состоится республиканская спартакиада народов Дагестана, и пригласили меня. На имя наших районных руководителей они написали письмо, чтобы они помогли мне. И вот я поехал на спартакиаду и по нескольким видам спорта занял первые места.

- Расул Гамзатов. Мой Дагестан. Книга вторая

Возможно, некоторые из читающих эти строки видели Османа в фильме «Остров сокровищ». Там он хватает сразу трёх человек и швыряет их с палубы в океан.
Случилось, что автомобиль с учёными застрял в маленькой речке близ аула Кикуни. Учёные толкали машину взад и вперёд, но ничего не получалось.
Осман в это время сидел на крыше своей сакли. Увидел он, как беспомощны люди, копошащиеся около машины, спустился на землю и медленной великаньей походкой подошёл к ним. Он взял машину, поднял её, как таракана, не умеющего выбраться из глиняной миски, обмазанной скользким салом, и перенёс на сухое место.
Учёные зашептались, зашушукались между собой, как видно, начали сомневаться: не снежный ли человек пришёл к ним на выручку? Но Осман понял их разговор и сказал:
— Напрасно вы ищите. Мы, горцы, сделаны не из снега, а из огня. Если бы не огонь был во мне, как бы я вытащил из грязи вашу машину?
После этого он спокойно скрутил папиросу, неторопливо достал огниво, разжёг трут, прикурил и выпустил изо рта целое облако дыма. Только тогда вместе с дымом вылетел из широкой груди Османа громоподобный смех. Так грохочет обвал в горах, так гремит вода, ворочая камни, так сотрясает горы землетрясение.

- Murtazali Dugrichilov — О больших и маленьких (Из цикла «100 великих дагестанцев»)

Это был скромный и добродушнейший великан. Как-то раз, встретив своего давнего знакомого, он при рукопожатии от избытка чувств неосторожно сжал кисть друга, которая хрустнула, как спичечный коробок. Друг великана ходил потом в гипсе, а сам Абдурахман после этого при рукопожатиях всегда протягивал руку ладонью кверху, собеседник клал на неё свою ладошку, а великан другою рукой нежно, как птенчика, накрывал её.

## Память
- Жизни Османа Абдурахманова посвящена повесть Зульфукара Зульфукарова «Человек-гора», опубликованная ещё при жизни борца[6].

- 7 июля 2007 года в с. Кикуни состоялось открытие спорткомплекса, названного в честь Османа Абдурахманова; тогда же прошёл международный турнир его памяти по вольной борьбе среди тяжеловесов. У входа в спорткомплекс установлен памятник работы скульптора Али Магомедова, запечатлевший поединок Османа Абдурахманова и огромного удава[7][5]. Сюжет схватки с удавом основан на реальном эпизоде: в Киеве Осман Абдурахманов боролся с удавом по кличке «Дракон» и победил его, однако этот бой подорвал здоровье борца.